# Just for the Record...
Just for the Record... è un boxset della cantante statunitense Barbra Streisand, pubblicato nel 1991.

## Tracce

### Disco 1:The 60's Part I
1. You'll Never Know – 2:58
2. A Sleepin' Bee (live) – 4:50
3. Moon River (live) – 3:35
4. Miss Marmelstein – 3:21
5. Happy Days Are Here Again (live) – 3:50
6. Keepin' Out of Mischief Now (live) – 1:48
7. I Hate Music (live) – 1:11
8. Nobody's Heart (Belongs to Me) (live) – 2:11
9. Value (live) – 2:18
10. Cry Me a River (live) – 3:53
11. Who's Afraid of the Big Bad Wolf? (live) – 2:10
12. I Had Myself a True Love (live) – 4:27
13. Lover, Come Back to Me (live) – 1:48
14. Spring Can Really Hang You Up the Most (live) – 3:48
15. My Honey's Lovin' Arms – 2:13
16. Any Place I Hang My Hat Is Home – 2:44
17. When the Sun Comes Out (live) – 3:36
18. Be My Guest / Dialogue (with Judy Garland & Ethel Merman) (live) – 2:28
19. Judy Garland Medley, No. 1 (with Judy Garland) (live) – 4:34
20. Judy Garland Medley, No. 2 (with Judy Garland) (live) – 2:28

### Disco 2:The 60's Part II
1. I'm the Greatest Star – 4:08
2. My Man / Auld Lang Syne – 4:08
3. People – 3:40
4. Act II Medley (featuring Diana Kind) – 4:27
5. 1965 Emmy Awards (live) – 1:45
6. He Touched Me – 3:09
7. You Wanna Bet – 2:27
8. House of Flowers (with Harold Arlen) – 2:44
9. Ding-Dong! The Witch Is Dead (with Harold Arlen) – 1:55
10. Circus Medley – 3:23
11. Starting Here, Starting Now – 2:54
12. A Good Man Is Hard to Find / Some of These Days (live) – 3:33
13. I'm Always Chasing Rainbows (live) – 2:34
14. Sleep in Heavenly Peace (Silent Night) (live) – 2:58
15. Don't Rain on My Parade – 2:44
16. Funny Girl – 2:43
17. 1969 Academy Awards (live) – 1:58
18. Come Rain or Come Shine (featuring Harold Arlen) (live) – 2:48
19. Time After Time (featuring Jule Styne) (live) – 2:36
20. Untitled (featuring Don Rickles) (live) – 1:13
21. The Sweetest Sounds (featuring Richard Rodgers) (live) – 2:01
22. Hello, Dolly! (featuring Louis Armstrong) – 3:47
23. On a Clear Day (You Can See Forever) – 2:10
24. Las Vegas Medley (live) – 4:05

### Disco 3:The 70's
1. The Singer – 2:43
2. I Can Do It – 2:38
3. Stoney End – 2:58
4. (They Long to Be) Close to You (featuring Burt Bacharach) (live) – 3:35
5. We've Only Just Begun – 2:25
6. Since I Fell for You – 3:25
7. You're the Top (featuring Ryan O'Neal) – 4:08
8. What Are You Doing the Rest of Your Life? (featuring Michel Legrand) (demo) – 3:36
9. If I Close My Eyes (featuring Michel Legrand) – 2:24
10. Between Yesterday and Tomorrow – 3:32
11. Can You Tell the Moment? – 2:27
12. The Way We Were (Soundtrack version) – 3:52
13. Cryin' Time (featuring Ray Charles) – 2:18
14. God Bless the Child – 3:32
15. A Quiet Thing / There Won't Be Trumpets – 5:20
16. Lost Inside of You – 4:53
17. Evergreen (Soundtrack version) (demo) – 3:13
18. 1977 Academy Awards (live) – 1:22
19. Hatikvah (featuring Golda Meir) (live) – 4:59

### Disco 4:The 80's
1. You Don't Bring Me Flowers (with Neil Diamond) (live) – 3:37
2. The Way We Weren't / The Way We Were (live) – 4:52
3. Guilty (with Barry Gibb) – 4:27
4. Papa, Can You Hear Me? (demo) – 3:34
5. The Moon and I (demo) – 3:19
6. A Piece of Sky (demo) – 4:13
7. I Know Him So Well (featuring Richard Page) – 4:13
8. If I Loved You – 2:38
9. Putting It Together – 4:19
10. Over the Rainbow (live) – 4:43
11. Theme – 3:43
12. Here We Are at Last – 3:20
13. Warm All Over – 2:48
14. You'll Never Know (duet version) – 4:07